# Othon Truchsess de Waldbourg
Othon Truchsess de Waldbourg, né le 25 février 1514 à Scheer en Souabe et décédé le 2 avril 1573 à Rome, est un théologien catholique qui fut évêque d'Augsbourg de 1543 à 1573 et cardinal-évêque de Palestrina.

## Biographie
Né au château de Scheer, en Souabe, il étudie dans les universités de Tübingen, Padoue, Pavie et Bologne - où il obtient son doctorat en théologie. Il reçoit plusieurs canonicats à Trente, Spire et Augsbourg. Il est nommé conseiller impérial en 1541 ; il est fait camérier du pape au cours d'une ambassade à Rome.
Le 10 mai 1543, il est élu évêque d'Augsbourg, et un an plus tard, le pape Paul III le nomme cardinal avec le titre de cardinal-prêtre de Sainte-Balbine, après avoir contribué à apaiser une querelle entre l'empereur et le pape.
Il prend part aux conclaves de 1549-1550 et de 1555. Avec son théologien, le jésuite savoyard Claude Le Jay, le cardinal Truchsess von Waldburg joue un rôle notable au concile de Trente, d'autant plus que la plupart des évêques du Saint-Empire en sont absents. Avec Le Jay (qui a enseigné durant quatre ans à l'université d'Ingolstadt) il contribue à faire éviter des formulations doctrinales qui heurteraient la sensibilité dans le Saint-Empire déjà fort marquée de l'esprit de la Réforme protestante.
Il apporte sa contribution à l'élaboration des textes concernant la musique sacrée; il est d'ailleurs le dédicataire du premier recueil de motets publié par Tomás Luis de Victoria. Il est également connu pour s'être montré défavorable à la paix d'Augsbourg.
En vue d'améliorer la formation des prêtres de son diocèse et de lutter contre les progrès du protestantisme, il fonde le collège Saint-Jérôme dans sa ville qui deviendra plus tard l'université de Dillingen, séminaire et collège seront plus tard confiés aux jésuites (1564). Il fait agrandir le château de Dillingen, résidence des princes-évêques d'Augsbourg.

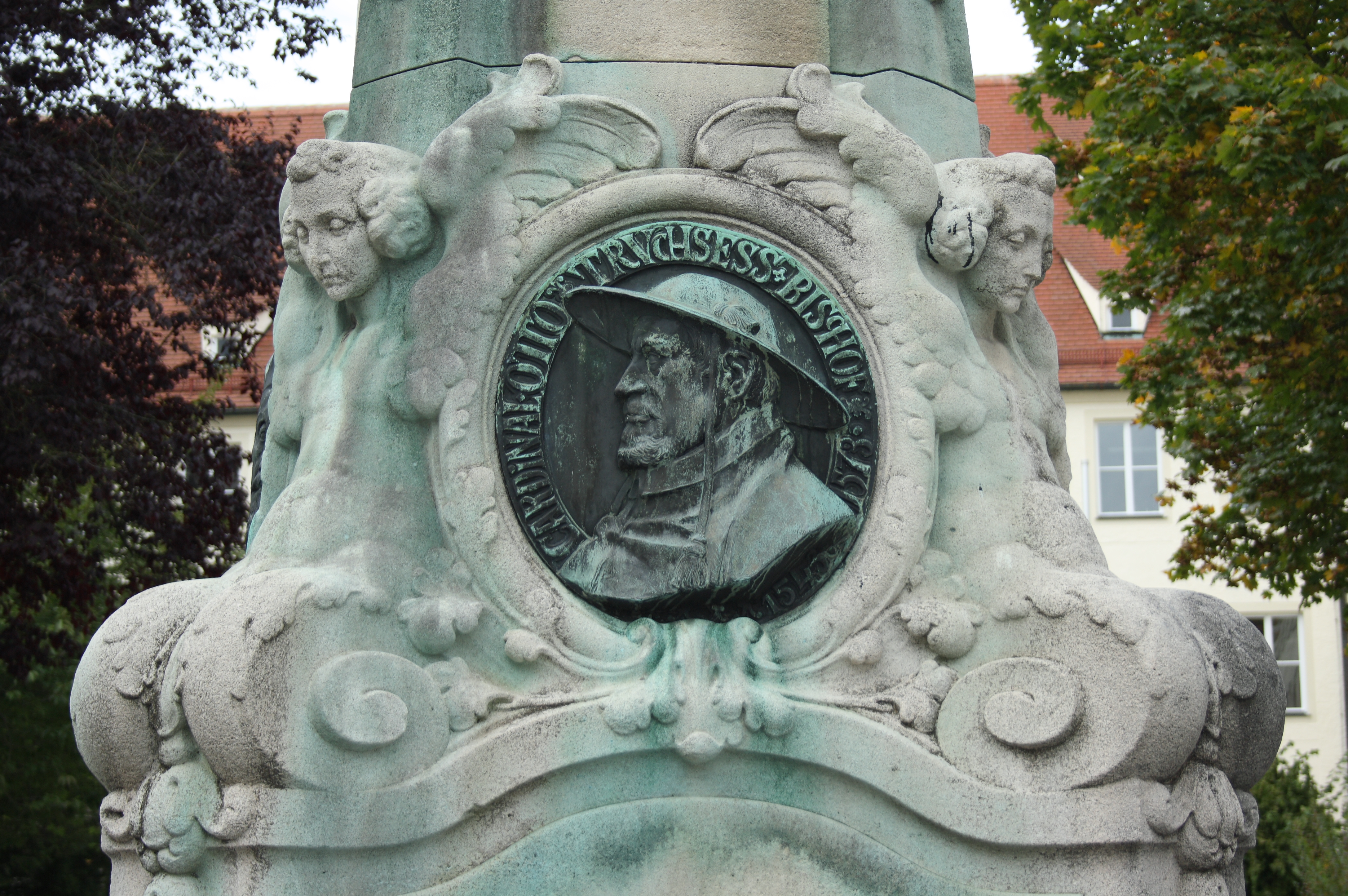
Bas-relief du cardinal se trouvant au collège Saint-Jérôme de Dillingen

À partir de 1568, il réside à Rome, où il meurt cinq ans plus tard. Son tombeau se trouve à l'église de l'Assomption de Dillingen.